# Gendt (Niederlande)
Gendt ist eine Stadt und ehemalige Gemeinde in der Over-Betuwe. Sie liegt in der Nähe von Arnhem und Nijmegen in der niederländischen Provinz Gelderland. Gendt befindet sich an der Waal, fünf Kilometer nordöstlich von Nijmegen. Der Stadt wurden um das Jahr 1233 die Stadtrechte verliehen.
Seit dem 1. Januar 2001 bildet Gendt mit den ehemaligen Ortschaften Huissen und Bemmel die neue Gemeinde Lingewaard, zu der außerdem die Orte Angeren, Doornenburg, Haalderen und Ressen gehören.

## Feiern
Gendt ist regional für das jährliche Kersenfeest (Kirschenfest) mit der Wahl der Kirschkönigin und dem kersenstampen (Kirschenstampfen) bekannt. Während des Festivals gibt es ein Dorffest und eine Kirmes, ein Festzelt wird aufgebaut.
Einmal im Jahr findet das Schuttersfeest (Schützenfest) statt, auch Kermis (Kirmes) genannt. Am Samstag wird der Schützenkönig durch Wettschießen ermittelt, eine sonntägliche Kerkmis (Kirchmesse) abgehalten und am Montag die Königin „abgeholt“.

## Bilder

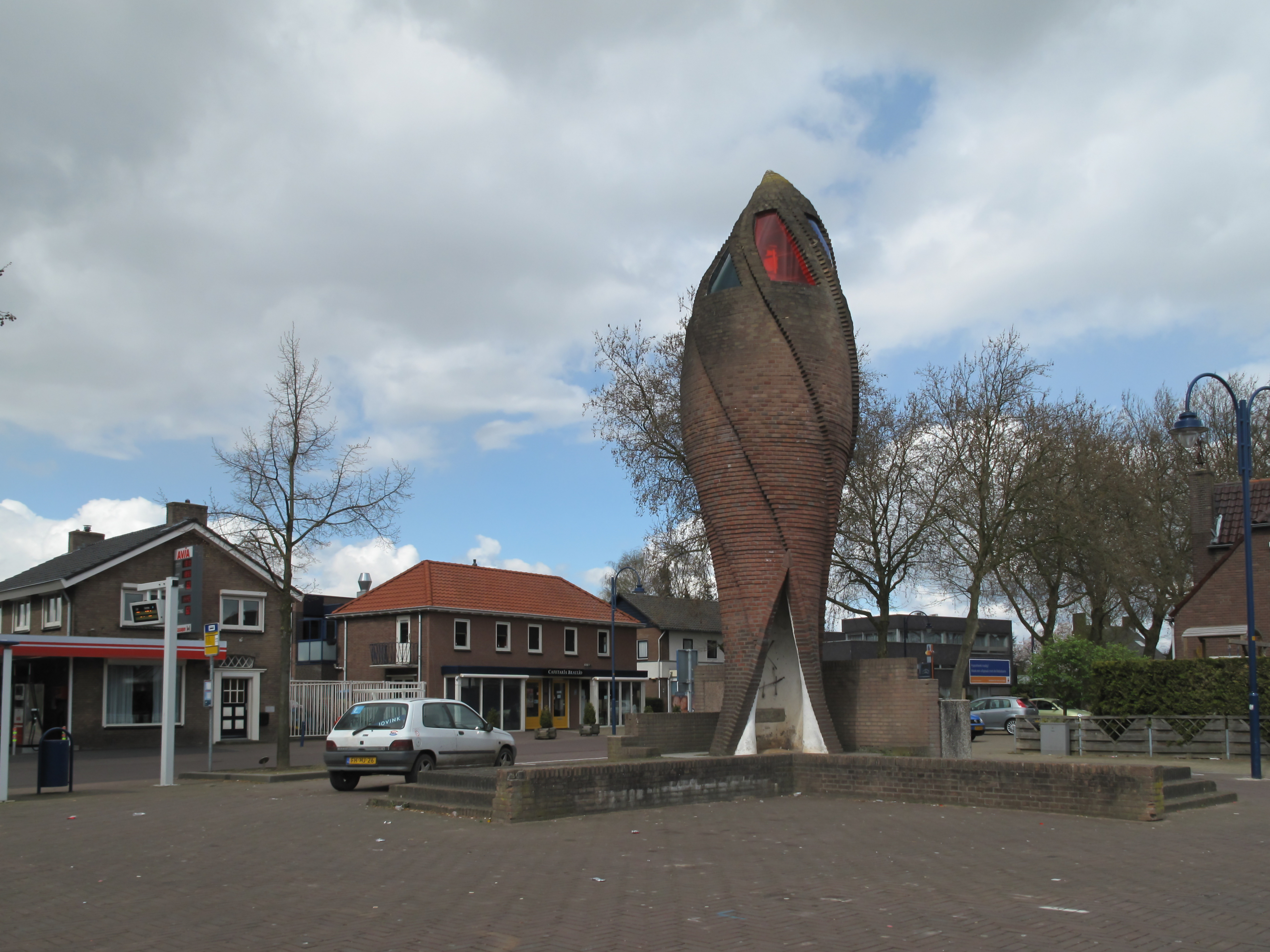
Gendt, Platz: Julianaplein
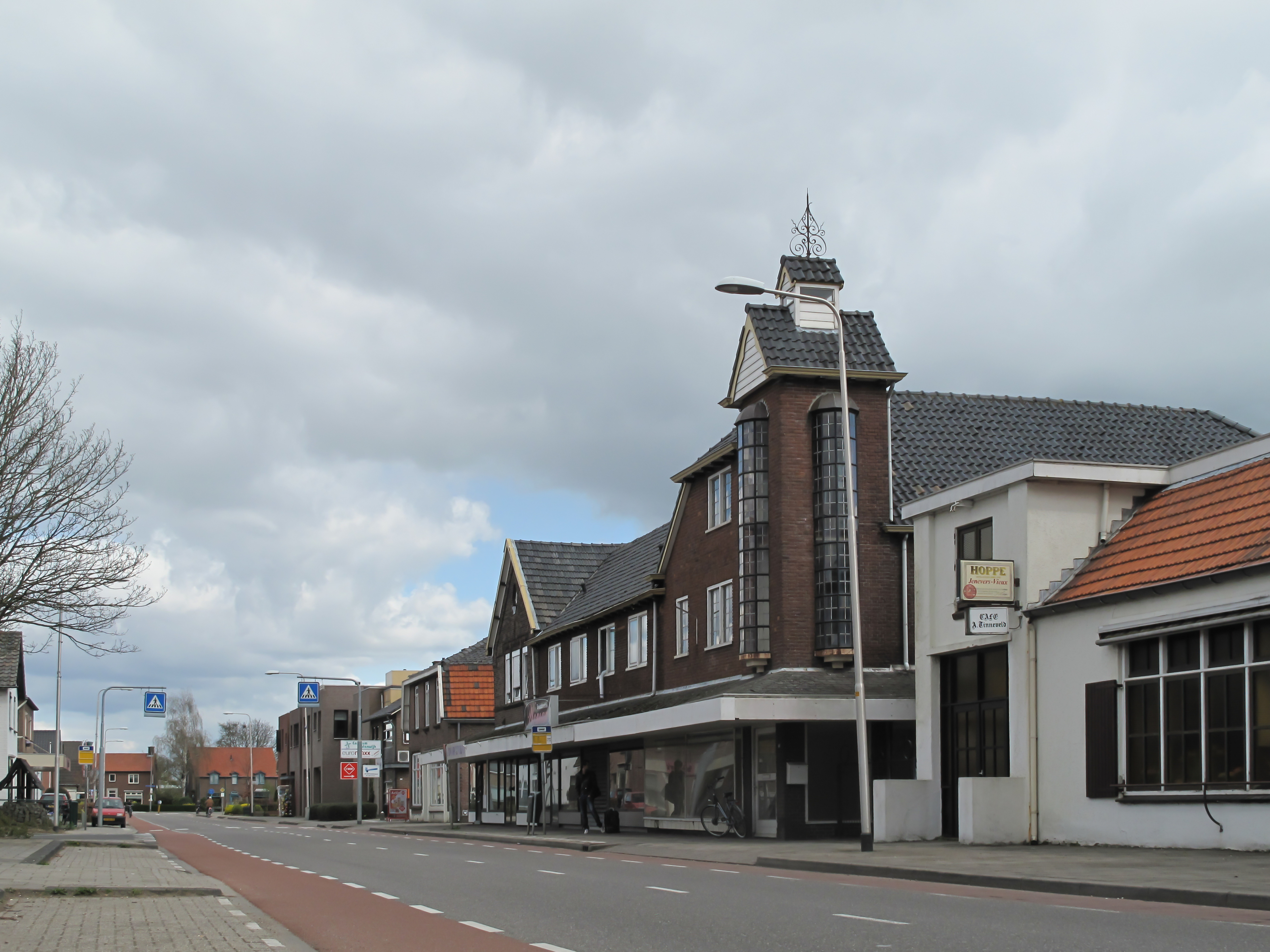
Gendt, Straße: Dorpsstraat
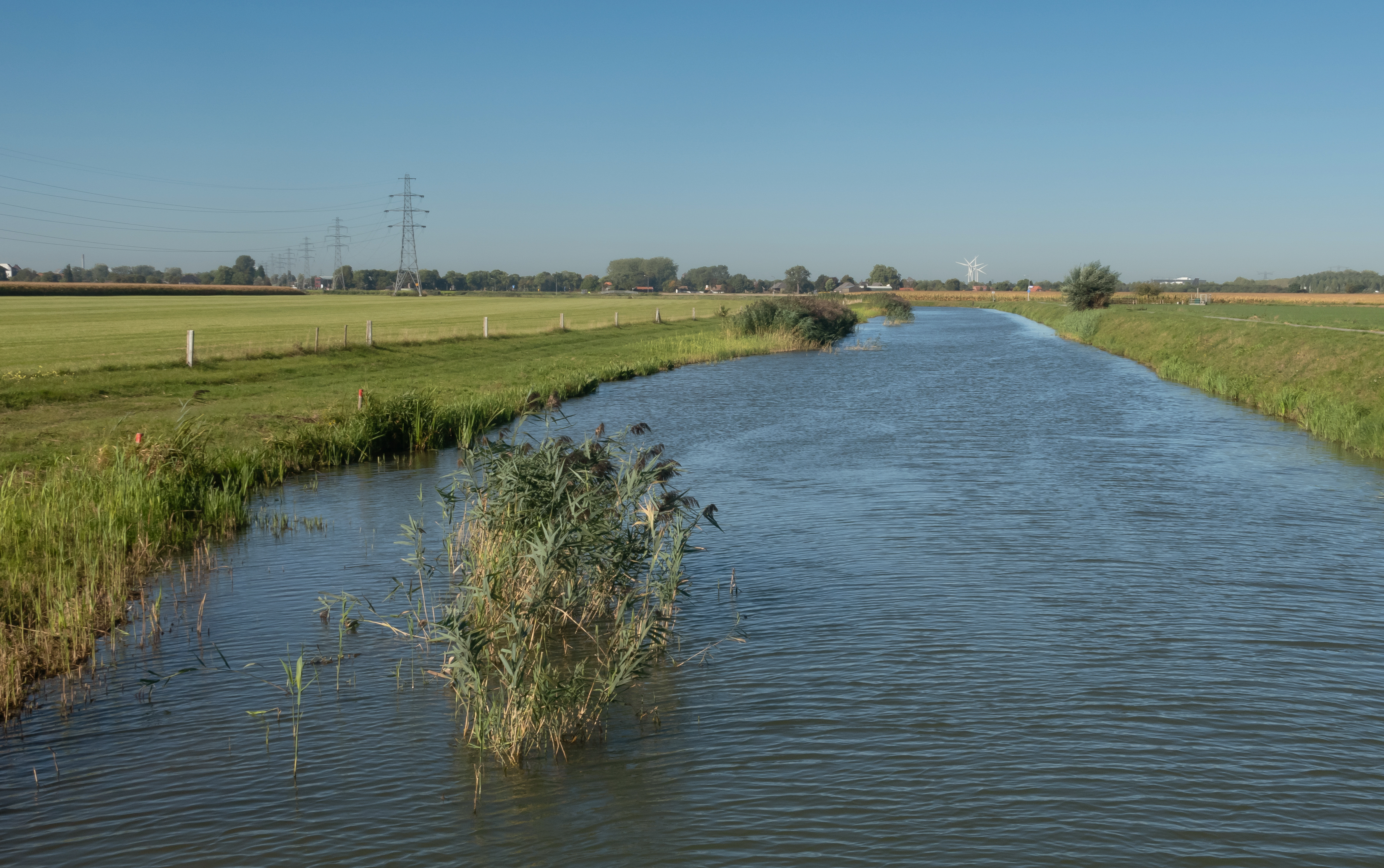
Gendt, Fluss (die Linge)

## Bildung
In Gendt gibt es zwei Grundschulen, De Vonkenmorgen und De Tichelaar.

## Söhne und Töchter des Ortes
- Johannes Methöfer (1863–1933), Autor und Anarchist
- Jan Aarntzen (* 1950), Kostümdesigner
- Esther Gerritsen (* 1972), Theater- und Romanschriftstellerin
- Mirjam Melchers (* 1975), Radrennfahrerin (in Gendt aufgewachsen)
- Erik Wegh (* 1980), Fußballspieler des Cambuur Leeuwarden
- Stijn Schaars (* 1984), Fußballspieler des AZ Alkmaar

## Partnerstadt
- Kalkar, Deutschland